# Zeiher Homberg
Der Zeiher Homberg ist ein bewaldeter Berg im nördlichen Schweizer Jura. Er ist nach der Gemeinde Zeihen im Kanton Aargau benannt; sein südlicher Hang gehört zu den Gemeinden Thalheim und Schinznach. Im Westen hat der Homberg einen Anteil an der Gemeinde Densbüren. Die Bergspitze liegt auf 782,4 m ü. M. und wird von Deltaseglern genutzt, die in der Regel in Oberzeihen landen. Deshalb steht dort ein Mast mit einem Windsack. 
Am Zeiher Homberg entspringen der Zeiherbach und die Sissle.
Auf halbem Weg zum Gipfel steht am Wegesrand eine Hütte. Sie ist auf dem Areal des ehemaligen Weilers Sonnenhof aufgebaut, welcher Anfang des 19. Jahrhunderts abbrannte. An der talwärts führenden Strasse erinnern noch heute Kastanienbäume an die Buschwirtschaft. Der Homberg liegt im Ortsteil Kilholz.
Im Jahr 1941 wurde auf der Bergspitze ein unterirdisches Artilleriewerk gebaut, um im Ernstfall die Verbindungsstrasse Zeihen – Hornussen und die Bözbergstrasse beschiessen zu können.
Auf dem Zeiher Homberg endet der Oberfricktaler Eisenweg.